# Col de Kouilal
Le col de Kouilal (en berbère : Tizi n Kouilal) est un col de Kabylie (Algérie) qui franchit le massif du Djurdjura à une altitude de 1 563 mètres. 

## Situation
Il est situé à la limite des wilayas de Tizi Ouzou et de Bouira.
Emprunté par la route nationale 30 (nord-sud : Tizi Ouzou-M'Chedallah) et par la route nationale 33 (vers Bouira à l'ouest, à travers le parc national du Djurdjura), il se trouve à 55 km au sud de Tizi Ouzou et à 46 km à l'est de Bouira.